# کرملی‌ها
طریقت برادران مریم مقدس باکرهٔ کوه کرمل (لاتین: Ordo Fratrum Beatissimæ Virginis Mariæ de Monte Carmelo) که کَرمِلی‌ها نیز نامیده می‌شود، فرقهٔ مذهبی صدقه‌گیر کاتولیک رومی است که احتمالاً در سدهٔ دوازدهم میلادی در کوه کرمل در تابعیت دولت‌های صلیبیون ایجاد شد. مؤسس این فرقه را برتولد کالابریا می‌دانند؛ ولی اطلاع چندانی از تاریخ اولیهٔ کارملی‌ها در دست نیست.

## تاریخچه

### منشأ
برپایه سنت کرملی، خاستگاه این فرقه به جامعهٔ پارسایان کوه کرمل بازمی‌گردد که دنبالهٔ مکاتب پیامبران اسرائیل باستان است. برخی تأسیس آن را به ایلیای پیامبر منسوب می‌کنند؛ ولی تا پیش از ۱۱۹۰ مطلبی دربارهٔ زهاد این کوه ثبت نشده‌است. در این زمان، گروهی پیرامون چاه ایلیا در کوه کرمل گرد آمدند. آنان به عنوان زائر یا جنگجو از اروپا راهی فلسطین شده بودند و این کوه را به دلیل آن که خانهٔ ایلیا بود، انتخاب کردند.
در حدود سال ۱۲۰۶ تا ۱۲۱۴ زاهدان نزد آلبرت ورسلی رفتند و درخواست کردند رسومی برایشان فراهم کند. آلبرت سندی تهیه کرد که هم مختصر و هم انباشته از اشارات کتاب مقدس بود. این سند شامل شانزده بند بود که به متابعت سختگیرانه از رهبرشان، سکونت در حجره‌های انفرادی، ثبات در دعا، هر صبح گوش فرادادن به آیین عشای ربانی در تالار نیایش، سوگند فقر و رنج، سکوت روزانه از مغرب تا صبح روز بعد، پرهیز از خوردن گوشت جز در موارد بیماری شدید و روزه گرفتن از روز صلیب مقدس (۱۴ سپتامبر) تا عید پاک سال بعد فرمان می‌داد.
در سند آلبرت به رهبری که با نام ب. فهرست شده، اشاره شده‌است. برادران که بعداً نیاز به معرفی مؤسسان فرقه پیدا کردند، ایلیا و باکرهٔ مقدس را الگوهای نخستین جامعهٔ خود دانستند. بعدتر تحت فشار سایر طریقت‌های صدقه‌گیر اروپایی برای تعیین نامی مشخص، نام قدیس برتولد ارائه شد که احتمالاً از سنت شفاهی فرقه گرفته شده‌است.

### تاریخ اولیه
از سال ۱۲۱۴ (زمان مرگ آلبرت) تا ۱۲۳۸ تقریباً اطلاعاتی دربارهٔ کرملی‌ها وجود ندارد. پاپ هونوریوس سوم در سال ۱۲۲۶ سند آلبرت را تأیید کرد. گریگوریوس نهم نیز در ۱۲۲۹ آن را با تغییراتی به تأیید رساند. سندی تاریخی در سال ۱۲۳۸ به کرملی‌ها اشاره می‌کند. در این سال با افزایش شکاف میان شرق و غرب، کرملی‌ها چنین مصلحت دانستند که خاور نزدیک را ترک کنند. بسیاری راهی قبرس و سیسیل شدند.
در سال ۱۲۴۲ کرملی‌ها به غرب مهاجرت کردند و در آیلزفورد انگلستان ساکن شدند. دو سال بعد شعبه‌ای در جنوب فرانسه تأسیس کردند. تا سال ۱۲۴۵ به اندازه‌ای شمار کرملی‌ها در انگلستان زیاد بود که نخستین مجمع عمومی خود را در آیلزفورد برگزار کردند. سیمون استاک به رهبری مجمع انتخاب شد و در بیست سال ریاست او مراکزی در نقاط گوناگون از جمله در انگلستان، فرانسه، آلمان و اسپانیا ساخته شد.
کرملی‌ها که از تغییر وضعیت زندگی در بیرون سرزمین مقدس اطلاع داشتند، از کوریای پاپی درخواست کردند رسوم آنها را اصلاح کند. پاپ اینوسنت چهارم تهیه قوانین جدید را به عهدهٔ دو راهب دومینیکی گذاشت و در سال ۱۲۴۷ آن را منتشر کرد. با این قانون جدید، هم شرایط فرقه به الگوی عمومی مد نظر برای فرقه‌های صدقه گیر اروپایی معاصر نزدیک می‌شد و هم اجازهٔ تغییرات مورد نیاز محفل که اکنون به جای سرزمین مقدس در اروپا مستقر بود، می‌داد.
طبق فرمانی که در شورای دوم لیون در سال ۱۲۷۴ صادر شد، همهٔ فرقه‌های تأسیس شده از سال ۱۲۱۵ اجازهٔ ادامهٔ فعالیت نداشتند. کرملی‌ها نیز که قانونشان را پس از سال ۱۲۱۵ دریافت کردند، باید در این مجموعه قرار می‌گرفتند. مشخصاً گسترش سریع فرقه پس از سال ۱۲۷۴ متوقف شد و مراکز بسیار کمتری در سال‌های بعد ایجاد شد. البته مدافعان کرملی از سدهٔ چهاردهم به بعد شورای دوم لیون را مؤید فرقه می‌دانند.
به نظر می‌رسد در زمان پاپ‌های بعدی تنش کمتر شده باشد. در سال ۱۲۸۶ هونوریوس چهارم قانون کرملی‌ها را تأیید کرد و در سال ۱۲۹۸ بونیفاس هشتم رسماً محدودیت‌هایی که شورای دوم لیون بر فرقه اعمال کرده بود، زدود. طبق فرمان ژان بیست‌ودوم در سال ۱۳۲۶ همهٔ حقوق و معافیت‌های موجود برای فرقه‌های قدیمی‌تر شامل فرانسیسکویی‌ها و دومینیکن‌ها را به کرملی‌ها نیز داد.
در پایان سدهٔ سیزدهم، فرقه دارای حدود ۱۵۰ مرکز در اروپا بود که به ۱۲ ناحیه تقسیم می‌شد.

### اصلاحات

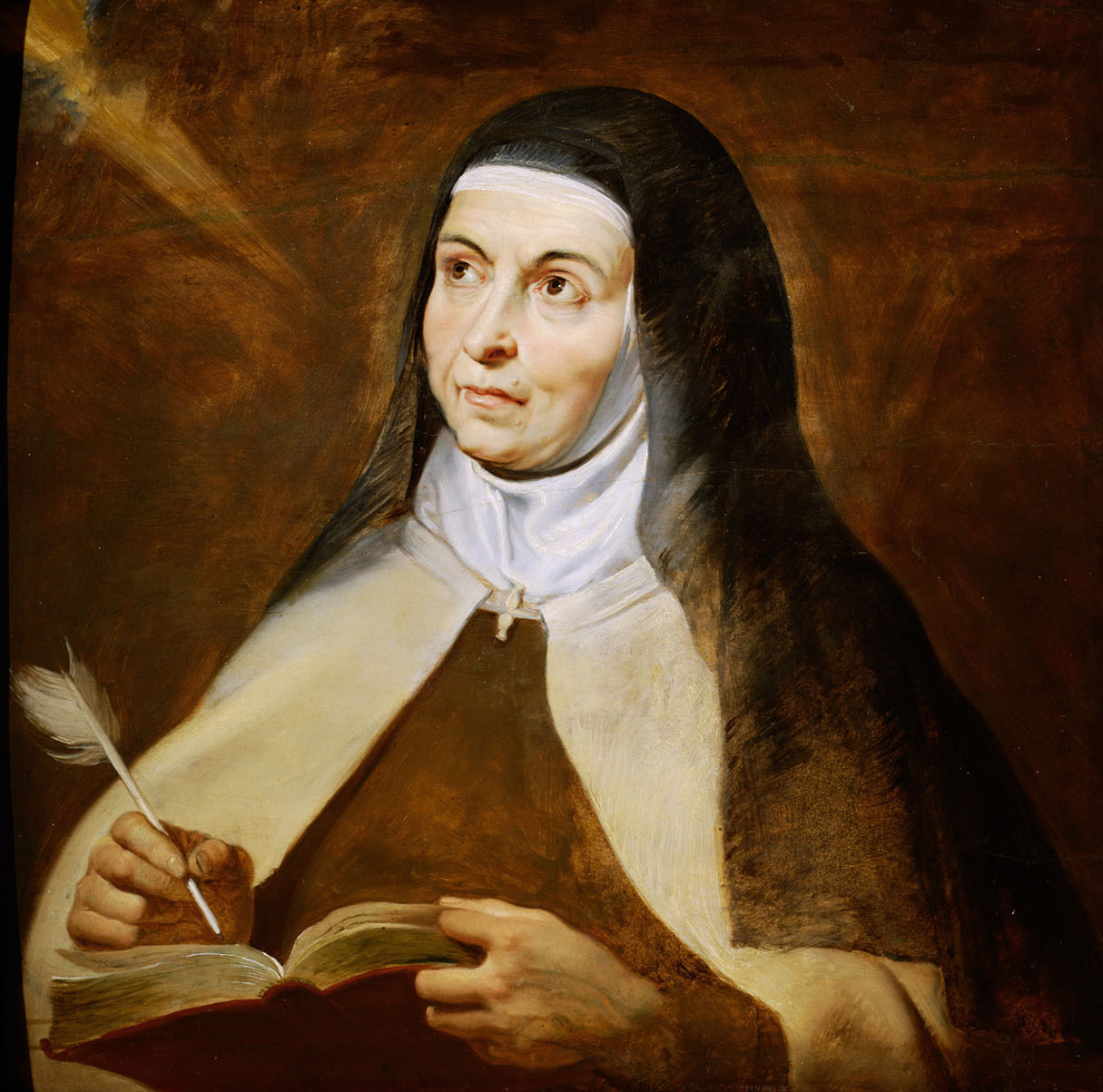
سانتا ترسا (۱۵۱۵–۱۵۸۲)

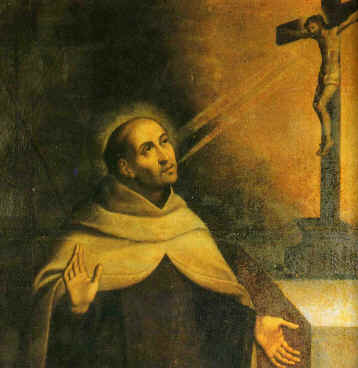
یوهان صلیبی (۱۵۴۲–۱۵۹۱)

کرملی‌ها در همان اوایل فعالیت، نهادهای خود را گسترش دادند تا خود را در وضعیت مذاهب صدقه‌گیر نگه دارند. این عمل منجر به صدور نامه‌ای توسط نیکولاس ناربونی (رهبر آن‌ها در سال‌های ۱۲۶۶ تا ۱۲۷۱) در سال ۱۲۷۰ شد. او تقاضا کرده بود به زندگی سخت عرفانی بازگردند. به دلیل رسوایی‌هایی در میان راهبان اعتقاد پیدا کرده بود بیشتر آنان به خوبی آمادهٔ فعالیت رسالتی نیستند. این نامه نمادی از تنش‌هایی بود که کرملی‌ها در سدهٔ سیزدهم با آن دست به گریبان بودند. این تنش میان بنیان عرفانی آن‌ها و تبدیل شدن به محفل کاملاً صدقه‌گیر بود.
در اواخر سدهٔ چهاردهم کرملی‌ها بیشتر به بنیان خود متمایل شدند. احتمالاً نبود نامی مشخص به عنوان مؤسس فرقه، عاملی برای توسعهٔ افسانه‌هایی پیرامون ریشه‌های کرملی‌ها شد. یکی از کتاب‌های تأثیرگذار، با نام نهاد نخستین راهبان در اواخر سدهٔ چهاردهم نوشته شد. تقریباً همهٔ آن اثر فیلیپ ریبوت بود. البته او اثر آن را جمع‌آوری نوشته‌های پیشین می‌دانست و مدعی بود اصل کتاب توسط ژان چهل‌وچهارم (ظاهراً پاتریک اورشلیم) در سال ۴۱۲ به زبان یونانی نوشته شده‌است. طبق گفتهٔ کتاب، ایلیای پیامبر مؤسس فرقه بوده‌است.
در اواخر سدهٔ چهاردهم و سدهٔ پانزدهم، کرملی‌ها مانند سایر محافل مذهبی افول کردند و اصلاحات اجتناب‌ناپذیر بود. در سال ۱۴۳۲ کرملی‌ها فرمانی از پاپ اوژن چهارم گرفتند که قانون آلبرت و تغییرات ۱۲۴۷ را تخفیف می‌داد؛ زیرا اعتقاد داشت خواسته‌های بیش از حدی از راهبان داشته‌است. تغییرات اصلی مربوط به روزه و سکونت در حجره‌های یک‌نفره بود. اجازه یافتند سه روز در هفته گوشت بخورند و در ایوان صومعهٔ خود گردش کنند. اصلاحات منجر به نزدیک شدن کرملی‌ها به سایر فرقه‌های صدقه‌گیر شد، ولی تنش‌های بیشتری را نیز پدیدآورد. سایرین این تغییرات در طبیعت فرقه را نپذیرفتند.
اندکی پیش از سال ۱۴۳۳ موعظات توما کونکت در رن منجر به اصلاحات در سه دیر وله، توسکانی و منتووا و تشکیل جماعت منتووا شد. آنها تخفیفات ۱۴۳۲ را نپذیرفتند و در عوض، خواستار رعایت رهبانی شدیدتر نسبت به سال‌های ۱۲۴۷ تا ۱۴۳۲ شدند. سپس در سال ۱۴۴۳ فرمانی از پاپ اوژن چهارم گرفتند که استقلال شعبهٔ منتووا از سایر اعضای محفل را اعلام می‌کرد. بعداً تلاش‌های جان سورت منجر به نزدیک شدن جماعت منتووا به سایر کرملی‌ها شد و در سال ۱۴۶۲ بخشی از تخفیفات ۱۴۳۲ را پذیرفتند.
سورت در سال ۱۴۵۲ محفل راهبه‌های کرملی را نیز تأسیس کرد. نخستین صومعه در فلورانس بنا شد و جنبش به سرعت به بلژیک، فرانسه و اسپانیا گسترش یافت.
در اوایل سدهٔ شانزدهم نیاز به اصلاح محفل کرمل احساس شد و نخستین تلاش‌ها را نیکولا اوده از سال ۱۵۲۳ به بعد انجام داد. تلاش‌های او نتیجه بخش بود و در سه سال سفرش در فرانسه و آلمان، بیش از صد دیر اصلاح شدند.
اصلاح در اسپانیا در دههٔ ۱۵۶۰ با فعالیت‌های سانتا ترسا آغاز شد. او به همراه یوهان صلیبی کرملی‌های پابرهنه را بنیان نهاد. شاه فیلیپ دوم اسپانیا از این فعالیت‌های ترسا استقبال کرد. البته توسعهٔ این نهاد با مقاومت مردمی که درگیر مشکلات اقتصادی بودند، روبرو شد. ترسا تلاش کرد تا جای ممکن معابد به خود متکی باشند و شمار راهبه‌های هر جامعه را محدود کرد.

### تاریخ نوین
انقلاب فرانسه منجر به تعلیق فعالیت‌های محفل شد. سکولاریزاسیون در آلمان و پس‌زنی محافل مذهبی پس از وحدت ایتالیا نیز آفت‌های بزرگی به محفل کرمل بودند. در اوایل سدهٔ بیستم، رهبری جدید و دخالت سیاسی کمتر منجر به تولد دوبارهٔ محفل شد. در سال ۲۰۰۱ حدود ۲۱۰۰ مرد و ۷۰۰ راهبه عضو این محفل بودند.
چند شخصیت کرملی در سدهٔ بیستم مورد توجه قرار گرفتند: تیریز دو لیزیو یکی از چهار زن آموزگار کلیسا؛ سه راهبهٔ معبد گوادالاخارا که در سال ۱۹۳۶ توسط جمهوری‌خواهان اسپانیا کشته شدند؛ تیتوس براندسما نویسندهٔ هلندی که در اردوگاه کار اجباری داخاو کشته شد و ادیت اشتاین که در اردوگاه آشویتس کشته شد.